# Gbeľany
Gbeľany (em húngaro: Egbelény) é um município da Eslováquia, situado no distrito de Žilina, na região de Žilina. Tem 7,13 km² de área e sua população em 2018 foi estimada em 1.410 habitantes.

## Demografia
| Ano:        | 1994 | 2004   | 2014   | 2024    |
| ----------- | ---- | ------ | ------ | ------- |
| Broj ljudi: | 1151 | 1244   | 1225   | 1586    |
| Razlika:    |      | +8,07% | -1,52% | +29,46% |

| Ano:               | 2023 | 2024   |
| ------------------ | ---- | ------ |
| Número de pessoas: | 1567 | 1586   |
| Diferença:         |      | +1,21% |